# Сіліштя (Прахова)
Сіліштя (рум. Siliștea) — село у повіті Прахова в Румунії. Входить до складу комуни Тетару.
Село розташоване на відстані 75 км на північ від Бухареста, 27 км на північний схід від Плоєшті, 140 км на захід від Галаца, 81 км на південний схід від Брашова.

## Населення
За даними перепису населення 2002 року у селі проживали 345 осіб, усі — румуни. Усі жителі села рідною мовою назвали румунську.